# Mikroregion Telčsko
Mikroregion Telčsko je dobrovolný svazek obcí v okresu Jihlava, jeho sídlem je Telč. Sdružuje celkem 50 obcí a byl založen v roce 2003.
Jeho cílem je podpora rozvoje regionu a pomáhání členským obcím. Realizuje projekty v oblasti životního prostředí, odpadového hospodářství, zkvalitnění péče o venkovskou krajinu mikroregionu, zlepšení dopravní infrastruktury, technického vybavení obcí. Podporuje rozvoj cestovního ruchu.

## Historie
2000 - mikroregion (zájmové sdružení) tvořilo 36 obcí
2003 - zájmové sdružení se transformuje na dobrovolný svazek obcí, jenž byl tvořen 49 obcemi
2013 - obec Červený Hrádek vystoupila z Mikroregionu Telčsko a přešla do nově vzniklé jihočeské MAS Česká Kanada
2014 - do Mikroregionu Telčsko přistoupily tři obce: Kaliště, Klatovec a Panské Dubenky
2019 - z Mikroregionu Telčsko vystoupila obec Kaliště.

## Služby kanceláře mikroregionu
Pomoc obcím s každodenní agendou:
- Obecní účetnictví, statistické výkazy
- Vedení úřední desky, GINIS
- Odpadové hospodářství
- Dotace a granty
- Pomoc s vyřízením elektronického podpisu, výpisů z KN a dalších záležitostí spojených s vedením obcí
- GDPR

Kancelář se nachází na telčském náměstí.

## Obce sdružené v mikroregionu
- Telč
- Borovná
- Černíč
- Dolní Vilímeč
- Doupě
- Dyjice
- Horní Myslová
- Hodice
- Hostětice
- Jindřichovice
- Klatovec
- Knínice
- Kostelní Myslová
- Krahulčí
- Krasonice
- Lhotka
- Mrákotín
- Mysletice
- Mysliboř
- Nevcehle
- Olšany
- Olší
- Ořechov
- Panenská Rozsíčka
- Panské Dubenky
- Pavlov
- Radkov
- Růžená
- Řásná
- Řídelov
- Sedlatice
- Sedlejov
- Stará Říše
- Rozseč
- Bohuslavice
- Markvartice
- Nová Říše
- Strachoňovice
- Svojkovice
- Třeštice
- Urbanov
- Vanov
- Vanůvek
- Vápovice
- Volevčice
- Vystrčenovice
- Zadní Vydří
- Zdeňkov
- Zvolenovice
- Žatec

## Region Renesance
Region Renesance vznikl v předvečer letního slunovratu dne 20. června 2006 v 20:06
Jedná se o společný projekt mikroregionů: Dačicko, Jemnicko, Telčsko, Třešťsko a Zukunftsraum Thayaland.
Cílem Regionu Renesance je podpora a rozvoj myšlenek renesance a jejich aplikace pro dnešní dobu:
- rozvoj regionu na udržitelných základech,
- společný rozvoj a obnova regionu vhodnými aktivitami, za něž považujeme zejména šetrný cestovní ruch, multifunkční zemědělství, tradiční řemesla a kvalitní služby, neméně však obnovu veškeré infrastruktury, zavádění nových technologií či výzkum a vývoj,
- hledání a uplatňování nových praktických řešení pro podnikání, kultury a sportu, založená na renesanci vědění a vzdělání,
- otevřené sdílení zkušeností.